# Protandrena fasciata
Protandrena fasciata är en biart som beskrevs av Timberlake 1976. Protandrena fasciata ingår i släktet Protandrena och familjen grävbin. Inga underarter finns listade i Catalogue of Life.